# Lista över månens kratrar, R–S
Detta är en underlista till lista över månens kratrar.

## R
| Krater          | Diameter | Eponym                                                 |
| --------------- | -------- | ------------------------------------------------------ |
| Rabbi Levi      | 81 km    | Levi ben Gershon (Gersonides) (1288–1344)              |
| Racah           | 63 km    | Giulio Racah (1909–1965)                               |
| Raimond         | 70 km    | Jean Jacques Raimond, Jr. (1903–1961)                  |
| Raman           | 10 km    | Chandrasekhara Venkata Raman (1888–1970)               |
| Ramon           | 17 km    | Ilan Ramon (1954–2003)                                 |
| Ramsay          | 81 km    | William Ramsay (1852–1916)                             |
| Ramsden         | 24 km    | Jesse Ramsden (1735–1800)                              |
| Rankine         | 8 km     | William John Macquorn Rankine (1820–1872)              |
| Raspletin       | 48 km    | Aleksandr Andreyevich Raspletin (1908–1967)            |
| Ravi            | 2,5 km   | (Indiskt mansnamn)                                     |
| Rayet           | 27 km    | Georges Antoine Pons Rayet (1839–1906)                 |
| Rayleigh        | 114 km   | John Strutt, 3:e baron Rayleigh (1842–1919)            |
| Razumov         | 70 km    | Vladimir Vasilʹevich Razumov (1890–1967)               |
| Réaumur         | 52 km    | René Antoine Ferchault de Réaumur (1683–1757)          |
| Recht           | 20 km    | Albert William Recht (1892–1962)                       |
| Regiomontanus   | 108 km   | Regiomontanus (1436–1476)                              |
| Regnault        | 46 km    | Henri Victor Regnault (1810–1878)                      |
| Reichenbach     | 71 km    | Georg von Reichenbach (1772–1826)                      |
| Reimarus        | 48 km    | Nicolai Reymers Baer (cirka 1550–cirka 1600)           |
| Reiner          | 29 km    | Vincentio Reinieri (1606–1647)                         |
| Reinhold        | 42 km    | Erasmus Reinhold (1511–1553)                           |
| Repsold         | 109 km   | Johann Georg Repsold (1770–1830)                       |
| Resnik          | 20 km    | Judith Arlene Resnik (1949–1986)                       |
| Respighi        | 18 km    | Lorenzo Respighi (1824–1890)                           |
| Rhaeticus       | 45 km    | Georg Joachim Rheticus (1514–1576)                     |
| Rheita          | 70 km    | Anton Maria Schyrleus av Rheita (cirka 1597–1660)      |
| Riccioli        | 139 km   | Giovanni Battista Riccioli (1598–1671)                 |
| Riccius         | 71 km    | Augustine Riccius (uppmärksammad 1513)                 |
| Riccius         | 71 km    | Matteo Ricci (1552–1610)                               |
| Ricco           | 65 km    | Annibale Ricco (1844–1911)                             |
| Richards        | 16 km    | Theodore William Richards (1868–1928)                  |
| Richardson      | 141 km   | Owen Willans Richardson (1879–1959)                    |
| Riedel          | 47 km    | Klaus Riedel (1907–1944)                               |
| Riedel          | 47 km    | Walter Riedel (1902–1968)                              |
| Riemann         | 163 km   | Georg Friedrich Bernhard Riemann (1826–1866)           |
| Ritchey         | 24 km    | George Willis Ritchey (1864–1945)                      |
| Rittenhouse     | 26 km    | David Rittenhouse (1732–1796)                          |
| Ritter          | 29 km    | Karl Ritter (1779–1859)                                |
| Ritter          | 29 km    | August Ritter (1826–1908)                              |
| Ritz            | 51 km    | Walter Ritz (1878–1909)                                |
| Robert          | 1 km     | (Engelskt mansnamn)                                    |
| Roberts         | 89 km    | Alexander William Roberts (1857–1938)                  |
| Roberts         | 89 km    | Sir Isaac Roberts (1829–1904)                          |
| Robertson       | 88 km    | Howard Percy Robertson (1903–1961)                     |
| Robinson        | 24 km    | John Thomas Romney Robinson (1792–1882)                |
| Rocca           | 89 km    | Giovanni Antonio Rocca (1607–1656)                     |
| Rocco           | 4 km     | (Italienskt mansnamn)                                  |
| Roche           | 160 km   | Édouard Albert Roche (1820–1883)                       |
| Romeo           | 8 km     | (Italienskt mansnamn)                                  |
| Römer           | 39 km    | Ole Rømer (1644–1710)                                  |
| Röntgen         | 126 km   | Wilhelm Conrad Röntgen (1845–1923)                     |
| Rosa            | 1 km     | (Spanskt kvinnonamn)                                   |
| Rosenberger     | 95 km    | Otto August Rosenberger (1800–1890)                    |
| Ross            | 24 km    | James Clark Ross (1800–1862)                           |
| Ross            | 24 km    | Frank Elmore Ross (1874–1966)                          |
| Rosse           | 11 km    | William Parsons, 3rd Earl of Rosse (1800–1867)         |
| Rosseland       | 75 km    | Svein Rosseland (1894–1985)                            |
| Rost            | 48 km    | Johann Leonhard Rost (1688–1727)                       |
| Rothmann        | 42 km    | Christoph Rothmann (mellan 1550 och 1560 – cirka 1600) |
| Rowland         | 171 km   | Henry Augustus Rowland III (1848–1901)                 |
| Rozhdestvenskiy | 177 km   | Dmitry Syergeyevich Rozhdestvensky (1876–1940)         |
| Rumford         | 61 km    | Count Rumford (1753–1814)                              |
| Runge           | 38 km    | Carle David Tolmé Runge (1856–1927)                    |
| Russell         | 103 km   | Henry Norris Russell (1877–1957)                       |
| Russell         | 103 km   | John Russell (1745–1806)                               |
| Ruth            | 3 km     | (Hebreiskt kvinnonamn)                                 |
| Rutherford      | 13 km    | Ernest Rutherford (1871–1937)                          |
| Rutherfurd      | 48 km    | Lewis Morris Rutherfurd (1816–1892)                    |
| Rydberg         | 49 km    | Johannes Robert Rydberg (1854–1919)                    |
| Ryder           | 17 km    | Graham Ryder (1949–2002)                               |
| Rynin           | 75 km    | Nikolai Alexsevitch Rynin (1877–1942)                  |

## S
| Krater           | Diameter | Eponym                                                               |
| ---------------- | -------- | -------------------------------------------------------------------- |
| Sabatier         | 10 km    | Paul Sabatier (1854–1941)                                            |
| Sabine           | 30 km    | Edward Sabine (1788–1883)                                            |
| Sacrobosco       | 98 km    | Johannes de Sacrobosco (John Holywood, cirka 1200–1256)              |
| Saenger          | 75 km    | Eugen Saenger (1905–1964)                                            |
| Šafařík          | 27 km    | Vojtěch Šafařík (1829–1902)                                          |
| Saha             | 99 km    | Meghnad Saha (1893–1956)                                             |
| Samir            | 2 km     | (Arabiskt mansnamn)                                                  |
| Sampson          | 1 km     | Ralph Allen Sampson (1866–1939)                                      |
| Sanford          | 55 km    | Roscoe Frank Sanford (1883–1958)                                     |
| Santbech         | 64 km    | Daniel Santbech, Noviomagus (okänt-uppmärksammades 1561)             |
| Santos-Dumont    | 8 km     | Alberto Santos-Dumont (1873–1932)                                    |
| Sarabhai         | 7 km     | Vikram Ambalal Sarabhai (1919–1971)                                  |
| Sarton           | 69 km    | George Alfred Leon Sarton (1884–1956)                                |
| Sasserides       | 90 km    | Gellio Sasceride (1562–1612)                                         |
| Saunder          | 44 km    | Samuel Arthur Saunder (1852–1912)                                    |
| Saussure         | 54 km    | Horace-Bénédict de Saussure (1740–1799)                              |
| Scaliger         | 84 km    | Joseph Justus Scaliger (1540–1609)                                   |
| Schaeberle       | 62 km    | John Martin Schaeberle (1853–1924)                                   |
| Scheele          | 4 km     | Carl Wilhelm Scheele (1742–1786)                                     |
| Scheiner         | 110 km   | Christoph Scheiner (1575–1650)                                       |
| Schiaparelli     | 24 km    | Giovanni Virginio Schiaparelli (1835–1910)                           |
| Schickard        | 206 km   | Wilhelm Schickard (1592–1635)                                        |
| Schiller         | 180 km   | Julius Schiller (levde 1627)                                         |
| Schjellerup      | 62 km    | Hans Carl Frederik Christian Schjellerup (1827–1887)                 |
| Schlesinger      | 97 km    | Frank Schlesinger (1871–1943)                                        |
| Schliemann       | 80 km    | Heinrich Schliemann (1822–1890)                                      |
| Schlüter         | 89 km    | Heinrich Schlüter (1815–1844)                                        |
| Schmidt          | 11 km    | Johann Friedrich Julius Schmidt (1825–1884)                          |
| Schmidt          | 11 km    | Bernhard Schmidt (1879–1935)                                         |
| Schmidt          | 11 km    | Otto Yulyevich Schmidt (1891–1956)                                   |
| Schneller        | 54 km    | Herbert Schneller (1901–1967)                                        |
| Schomberger      | 85 km    | Georg Schomberger (1597–1645)                                        |
| Schönfeld        | 25 km    | Eduard Schönfeld (1828–1891)                                         |
| Schorr           | 53 km    | Richard Schorr (1867–1951)                                           |
| Schrödinger      | 312 km   | Erwin Schrödinger (1887–1961)                                        |
| Schröter         | 35 km    | Johann Hieronymus Schröter (1745–1816)                               |
| Schubert         | 54 km    | Friedrich Theodor von Schubert (1789–1865)                           |
| Schumacher       | 60 km    | Heinrich Christian Schumacher (1780–1850)                            |
| Schuster         | 108 km   | Arthur Schuster (1851–1934)                                          |
| Schwabe          | 25 km    | Samuel Heinrich Schwabe (1789–1875)                                  |
| Schwarzschild    | 212 km   | Karl Schwarzschild (1873–1916)                                       |
| Scobee           | 40 km    | Francis Richard Scobee (1939–1986)                                   |
| Scoresby         | 55 km    | William Scoresby (1789–1857)                                         |
| Scott            | 103 km   | Robert Falcon Scott (1868–1912)                                      |
| Seares           | 110 km   | Frederick Hanley Seares (1873–1964)                                  |
| Secchi           | 22 km    | Pietro Angelo Secchi (1818–1878)                                     |
| Sechenov         | 62 km    | Ivan Setjenov (1829–1905)                                            |
| Seeliger         | 8 km     | Hugo von Seeliger (1849–1924)                                        |
| Segers           | 17 km    | Carlos Segers (1900–1967)                                            |
| Segner           | 67 km    | Johann Andreas von Segner (1704–1777)                                |
| Seidel           | 62 km    | Philipp Ludwig von Seidel (1821–1896)                                |
| Seleucus         | 43 km    | Selevkos av Seleukia (född 150 f.Kr., uppmärksammad cirka 150 f.Kr.) |
| Seneca           | 46 km    | Seneca d.y. (4 f.Kr.–65)                                             |
| Seyfert          | 110 km   | Carl Keenan Seyfert (1911–1960)                                      |
| Shackleton       | 19 km    | Sir Ernest Henry Shackleton (1874–1922).                             |
| Shahinaz         | 15 km    | (Turkiskt kvinnonamn)                                                |
| Shakespeare      | 0,54 km  | William Shakespeare (1564–1616)                                      |
| Shaler           | 48 km    | Nathaniel Southgate Shaler (1841–1906)                               |
| Shapley          | 23 km    | Harlow Shapley (1885–1972)                                           |
| Sharonov         | 74 km    | Vsevolod Vasilievich Sharonov (1901–1964)                            |
| Sharp            | 39 km    | Abraham Sharp (1651–1742)                                            |
| Shatalov         | 21 km    | Vladimir Aleksandrovich Shatalov (1927–2021)                         |
| Shayn            | 93 km    | Grigory Abramovich Shajn (1892–1956)                                 |
| Sheepshanks      | 25 km    | Anne Sheepshanks (1789–1876)                                         |
| Sherrington      | 18 km    | Sir Charles Scott Sherrington (1856–1952)                            |
| Shi Shen         | 43 km    | Shi Shen (400-talet f.Kr.)                                           |
| Shirakatsi       | 51 km    | Anania Shirakatsi (cirka 620-cirka 685)                              |
| Shoemaker        | 50.9 km  | Eugene Merle Shoemaker (1928–1997)                                   |
| Short            | 70 km    | James Short (1710–1768)                                              |
| Shternberg       | 70 km    | Pavel Karlovich Shternberg (Sternberg, 1865–1920)                    |
| Shuckburgh       | 38 km    | George Shuckburgh-Evelyn (1751–1804)                                 |
| Shuleykin        | 15 km    | Mikhail Vasilʹevich Shuleykin (1884–1939)                            |
| Siedentopf       | 61 km    | Heinrich Siedentopf (1906–1963)                                      |
| Sierpiński       | 69 km    | Wacław Sierpiński (1882–1969)                                        |
| Sikorsky         | 98 km    | Igor Sikorsky (1889–1972)                                            |
| Silberschlag     | 13 km    | Johann Silberschlag (1721–1791)                                      |
| Simpelius        | 70 km    | Hugh Sempill (1596–1654)                                             |
| Sinas            | 11 km    | Simon Sinas (1810–1876)                                              |
| Sirsalis         | 42 km    | Gerolamo Sersale (1584–1654)                                         |
| Sisakyan         | 34 km    | Norajr Martirosovich Sisakyan (1907–1966)                            |
| Sita             | 2 km     | (Indiskt kvinnonamn)                                                 |
| Skłodowska       | 127 km   | Maria Skłodowska-Curie (1867–1934)                                   |
| Slipher          | 69 km    | Earl Charles Slipher (1883–1964)                                     |
| Slipher          | 69 km    | Vesto Melvin Slipher (1875–1969)                                     |
| Slocum           | 13 km    | Frederick Slocum (1873–1944)                                         |
| Smith            | 34 km    | Michael J. Smith (1945–1986)                                         |
| Smithson         | 5 km     | James Smithson (1765–1829)                                           |
| Smoluchowski     | 83 km    | Marian Smoluchowski (1872–1917)                                      |
| Snellius         | 82 km    | Willebrord Snell (1591–1626)                                         |
| Sniadecki        | 43 km    | Jan Sniadecki (1756–1830)                                            |
| Soddy            | 42 km    | Frederick Soddy (1877–1956)                                          |
| Somerville       | 15 km    | Mary Somerville (1780–1872)                                          |
| Sommerfeld       | 169 km   | Arnold Johannes Wilhelm Sommerfeld (1868–1951)                       |
| Sömmering        | 28 km    | Samuel Thomas Sömmering (1755–1830)                                  |
| Soraya           | 2 km     | (Persiskt kvinnonamn)                                                |
| Sosigenes        | 17 km    | Sosigenes (levde 46 f.Kr.)                                           |
| South            | 104 km   | James South (1785–1867)                                              |
| Spallanzani      | 32 km    | Lazzaro Spallanzani (1729–1799)                                      |
| Spencer Jones    | 85 km    | Sir Harold Spencer Jones (1890–1960)                                 |
| Spörer           | 27 km    | Friederich Wilhelm Gustav Spörer (1822–1895)                         |
| Spurr            | 13 km    | Josiah Edward Spurr (1870–1950)                                      |
| St. John         | 68 km    | Charles E. St. John (1857–1935)                                      |
| Stadius          | 69 km    | Johannes Stadius (1527–1579)                                         |
| Stark            | 49 km    | Johannes Stark (1874–1957)                                           |
| Stearns          | 36 km    | Carl Leo Stearns (1892–1972)                                         |
| Stebbins         | 131 km   | Joel Stebbins (1878–1966)                                            |
| Stefan           | 125 km   | Josef Stefan (1835–1893)                                             |
| Stein            | 33 km    | Johan Willem Jakob Antoon Stein (1871–1951)                          |
| Steinheil        | 67 km    | Carl August von Steinheil (1801–1870)                                |
| Steklov          | 36 km    | Vladimir Andreevich Steklov (1864–1926)                              |
| Stella           | 1 km     | (Latinskt kvinnonamn)                                                |
| Steno            | 31 km    | Nicolaus Steno (1638–1686)                                           |
| Sternfeld        | 100 km   | Ary Abramovich Sternfeld (1905–1980)                                 |
| Stetson          | 64 km    | Harlan True Stetson (1885–1964)                                      |
| Stevinus         | 74 km    | Simon Stevin (1548–1620)                                             |
| Stewart          | 13 km    | John Quincy Stewart (1894–1972)                                      |
| Stiborius        | 43 km    | Andreas Stoberl (1465–1515)                                          |
| Stöfler          | 126 km   | Johannes Stöffler (1452–1531)                                        |
| Stokes           | 51 km    | Sir George Gabriel Stokes (1819–1903)                                |
| Stoletov         | 42 km    | Aleksandr Stoletov (1839–1896)                                       |
| Stoney           | 45 km    | George Johnstone Stoney (1826–1911)                                  |
| Störmer          | 69 km    | Fredrik Carl Mülertz Størmer (1874–1957)                             |
| Strabo           | 55 km    | Strabon (54 f.Kr.-24)                                                |
| Stratton         | 70 km    | Frederick John Marrion Stratton (1881–1960)                          |
| Street           | 57 km    | Thomas Street (1621–1689)                                            |
| Strömgren        | 61 km    | Elis Strömgren (1870–1947)                                           |
| Struve           | 164 km   | Otto Wilhelm von Struve (1819–1905)                                  |
| Struve           | 164 km   | Otto von Struve (1897–1963)                                          |
| Struve           | 164 km   | Friedrich Georg Wilhelm von Struve (1793–1864)                       |
| Subbotin         | 67 km    | Mikhail Fedorovich Subbotin (1893–1966)                              |
| Suess            | 8 km     | Eduard Suess (1831–1914)                                             |
| Sulpicius Gallus | 12 km    | Gaius Sulpicius Gallus (levde cirka 166 f.Kr.)                       |
| Sumner           | 50 km    | Thomas Hubbard Sumner (1807–1876)                                    |
| Sundman          | 40 km    | Karl Fritiof Sundman (1873–1949)                                     |
| Susan            | 1 km     | (Engelskt kvinnonamn)                                                |
| Svedberg         | 15,3 km  | Theodor Svedberg (1884–1971)                                         |
| Sverdrup         | 35 km    | Otto Sverdrup (1855–1930)                                            |
| Swann            | 42 km    | William Francis Gray Swann (1884–1962)                               |
| Swasey           | 23 km    | Ambrose Swasey (1846–1937)                                           |
| Swift            | 10 km    | Lewis A. Swift (1820–1913)                                           |
| Sylvester        | 58 km    | James Joseph Sylvester (1814–1897)                                   |
| Szilard          | 122 km   | Leó Szilárd (1898–1964)                                              |